# باسبرين
باسبرين أو بسورينو قرية في إقليم طور عبدين السرياني ، وتقع اليوم في محافظة شرناق جنوب شرق تركيا ، على حدود ولاية ماردين، وباسبرين جارة ميدن و كفشنا و آزخ و حيدل و ساري ، ولا تزال تستعمل اللغة السريانية بين أهلها.